# Lange Straße 29–31

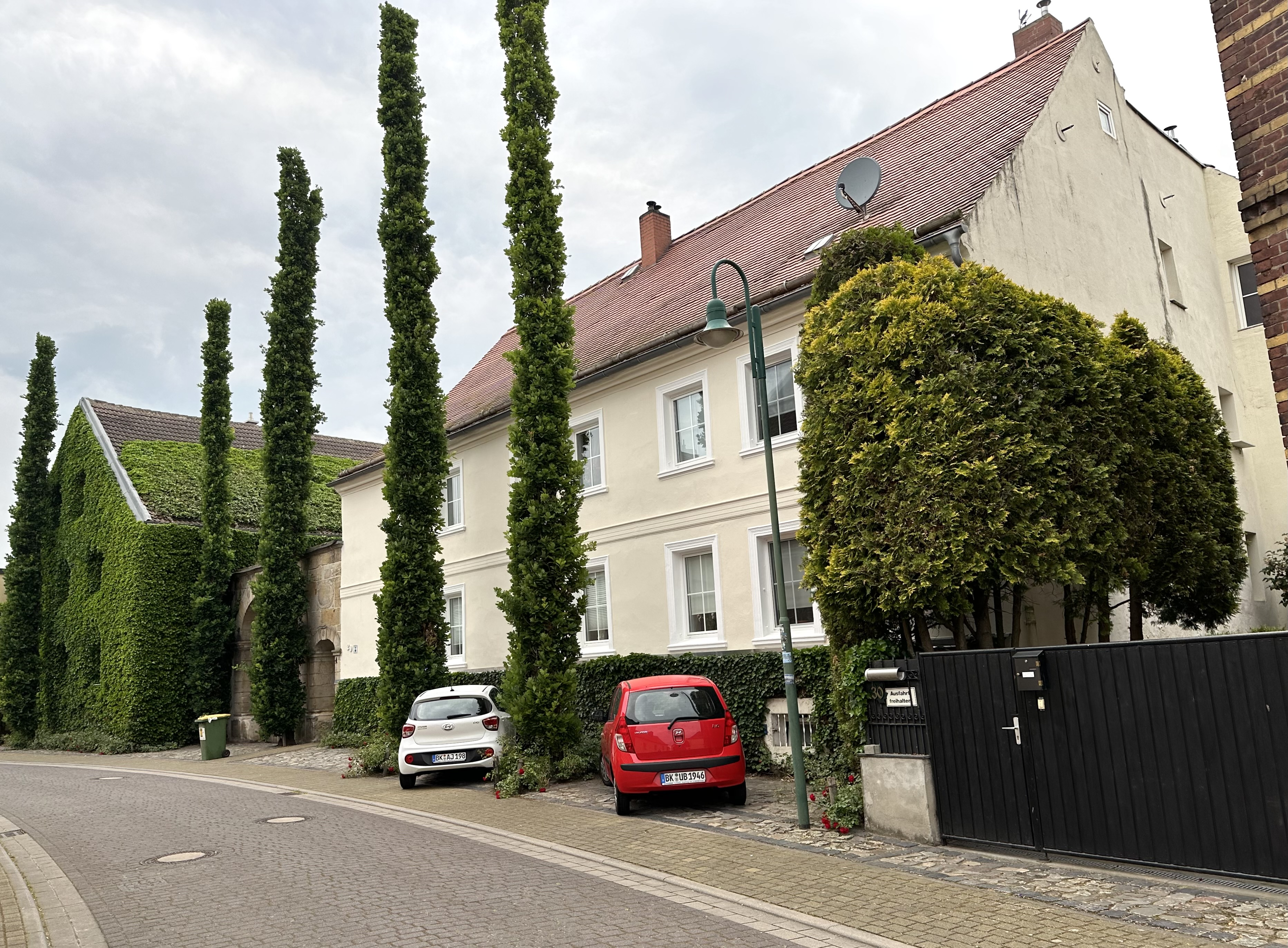
Wohnhaus, 2024

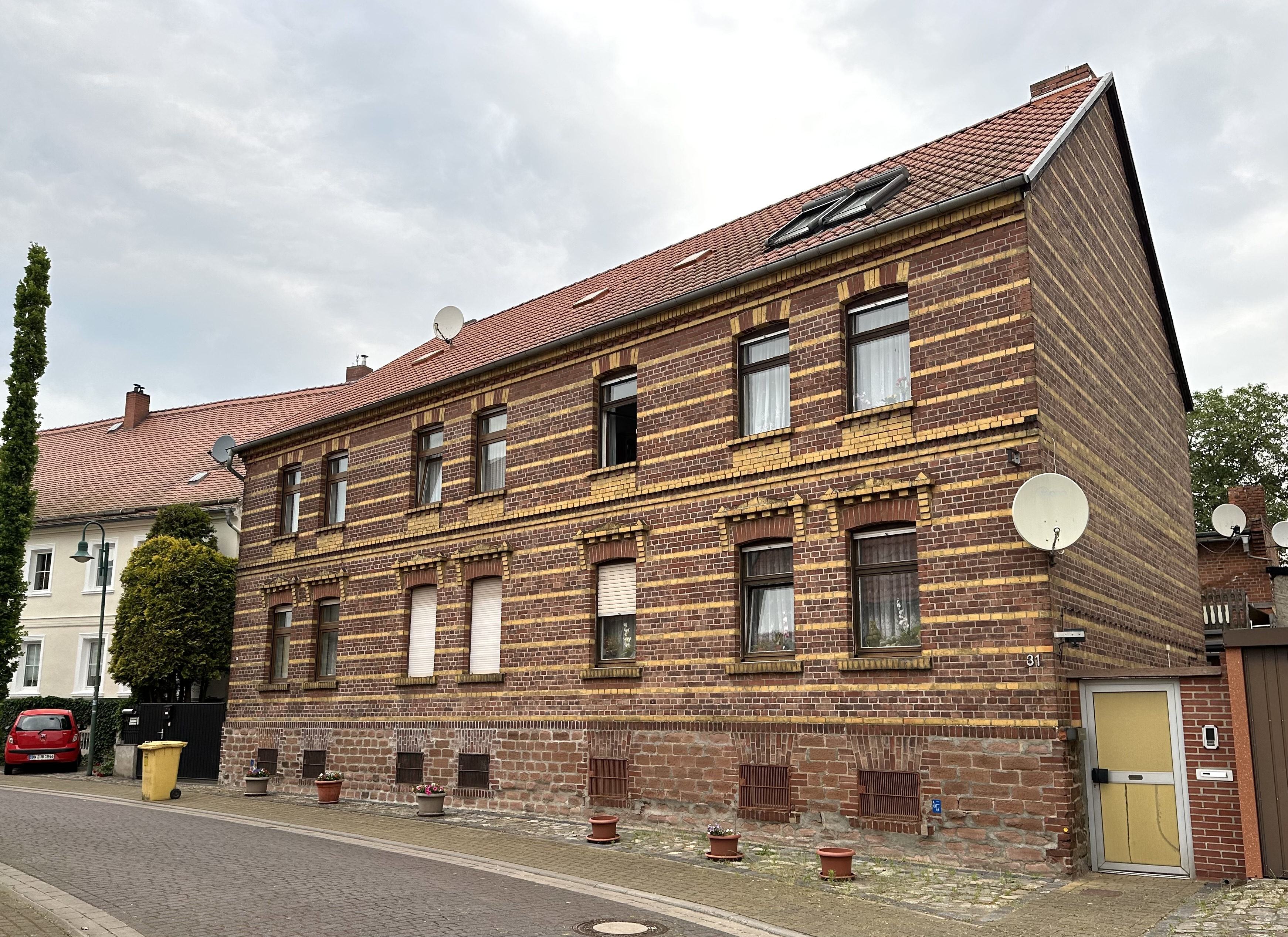
Altenteil

Der Hof Lange Straße 29–31 ist ein denkmalgeschützter Bauernhof in der Gemeinde Niedere Börde in Sachsen-Anhalt.

## Lage
Er befindet sich im Ortsteil Dahlenwarsleben westlich der Ortsmitte, auf der Nordseite der Langen Straße.

## Architektur und Geschichte
Der Vierseitenhof verfügt neben Wohnhaus und Altenteil auch über einen Stall- und Scheunenkomplex. Das traufständig an der Straße angeordnete, zweigeschossige Wohnhaus entstand 1839. Der verputzte, sechsachsige Bau ist schlicht gestaltet und verfügt über ein Gurtgesims. Im Gebäudeinneren sind das Foyer und die Treppe noch im Original erhalten (Stand 2001). Westlich an das Wohnhaus schließt sich ein Torbogen samt Inschriftentafel an.
Das zweigeschossige, klinkersichtige Altenteil steht östlich des Wohnhauses. Das im letzten Drittel des 19. Jahrhunderts errichtete Haus ist siebenachsig ausgeführt. Bemerkenswert ist die mit horizontalen Streifen durchzogene Fassade. 
Die Pflasterung des Hofs ist erhalten (Stand 2001).
Im Denkmalverzeichnis des Landes Sachsen-Anhalt ist der Bauernhof unter der Erfassungsnummer 094 15947 als Baudenkmal eingetragen.